# Trigueros
Trigueros és un poble de la província de Huelva (Andalusia), que pertany a la comarca d'El Condado. Limita al nord-oest amb Alosno, al nord amb Calañas i Beas, al sud amb Moguer i a l'oest amb San Juan del Puerto i Gibraleón.

## Història
La frontera sud s'instal·la en el riu Tinto, entre les terres de San Juan del Puerto i Moguer i això li va permetre, almenys entre el segle xii i el segle xiv, exportar productes agraris per un embarcador. L'extrem nord apareix assenyalat per les aigües de l'Odiel i pels espais d'Alosno i Menes i, encara que no existeix constància de la seva navegabilitat, fou una altra via oberta cap a l'Atlàntic. Va ser "seu de la vetusta i notable Conistorsis o Cunistorgis" ciutat íbera que va pertànyer als cuneus, segons intenta demostrar Pérez Quintero en 1794. De totes maneres, sobre aquest tema tot són hipòtesis, ja que encara no s'han trobat restes que provin aquesta idea i les afirmacions es fan a força d'exclusions.
D'època molt antiga és el Pilar de la Mitja Llegua, i de l'època romana van ser trobats en l'actual Plaça del Carmen dues ares amb inscripcions (segle vi) que es conserven al Museu Arqueològic de Sevilla. Pocs vestigis hi ha a Trigueros d'època musulmana, si bé és probable que la base de l'antiga Església de San Antonio Abad sigui d'origen almohade, aprofitant-se d'ella les seves torres i murs per a la construcció de l'actual temple. Amb la conquesta del Regne de Niebla, en mans en aquell temps d'Abenmahfot, per part d'Alfons X el Savi, passà a pertànyer als Comtes de Niebla i posteriorment també al Ducat de Medina Sidonia. A partir d'aquí la vila comença a cobrar protagonisme constituint-se progressivament com poble. Així en el segle xiii es construí l'església de San Antonio Abad i posteriorment els Convents del Carmen i de Santa Catalina i l'Ermita de Santa Misericòrdia, encara que el terratrèmol de Lisboa en 1755 destrossés gairebé tots els edificis públics, tant religiosos com privats. Alguns no tornarien ja a aixecar-se. Citarem les Ermites de San Roque i de Sant Sebastià, l'església de Santa Brígida, la Casa de l'Ordre de Calatrava, les Cases del Cabildo, etc.
Trigueros va ser declarada vila durant el regnat de Carles II.